# Vögel in Deutschland
Vögel in Deutschland ist eine seit 2007 einmal im Jahr publizierte Zeitschrift in der Herausgeberschaft vom Dachverband Deutscher Avifaunisten (DDA), dem Bundesamt für Naturschutz (BfN) und der Länderarbeitsgemeinschaft der Vogelschutzwarten (LAG VSW). Die Zeitschrift erscheint im Eigenverlag des DDA in Münster. Kooperationspartner bei der Herausgabe sind die Deutsche Ornithologen-Gesellschaft (DO-G), der Deutsche Rat für Vogelschutz, der Naturschutzbund Deutschland (NABU) und die Stiftung Vogelwelt Deutschland.

## Inhalt
Auf dem Cover steht jeweils Vögel in Deutschland und das Jahr, welches behandelt wird. Die Zeitschrift erscheint jeweils ein bis zwei Jahre nach dem auf dem Cover abgedruckten Jahr. Die Zeitschrift beleuchtet schlaglichtartig einige Aspekte des Vogelmonitorings in Deutschland. In jedem Heft findet sich die Rubrik Bemerkenswerte Ereignisse in der Vogelwelt. Ein Großteil der Artikel im Heft erscheint ohne die Angabe von Autoren.

## Bezug und Kosten
Vögel in Deutschland kostet beim DDA-Schriftenversand als Einzelheft 9,80 Euro zzgl. Versandkosten und im Abonnement 7,50 Euro zzgl. Versandkosten. Mehr als zwei Jahre alte Hefte können für 5 Euro zzgl. Versandkosten erworben werden. Mitarbeitende an Vogelmonitoringprogrammen erhalten das Heft kostenlos. Von der Homepage des DDA können alle erschienenen Hefte online gelesen bzw. heruntergeladen werden. Druck und Erstellung der Zeitschrift werden im Rahmen der Verwaltungsvereinbarung Vogelmonitoring finanziell mit Geldern des Bundes und der deutschen Bundesländer gefördert.